# Sommer-Paralympics 2016/Teilnehmer (Uganda)
| stlisierte Goldmedaille | stlisierte Silbermedaille | stlisierte Bronzemedaille |
| ----------------------- | ------------------------- | ------------------------- |
| —                       | 1                         | —                         |

Uganda entsendete zu den Paralympischen Sommerspielen 2016 in Rio de Janeiro einen Athleten. 

## Teilnehmer nach Sportart

### Leichtathletik
Männer:
- David Emong (400 Meter T45/46/47 und 1500 Meter T45/46)